# تیفانی ژروده
تیفانی ژروده (فرانسوی: Tiffany Géroudet‎؛ زادهٔ ۳ سپتامبر ۱۹۸۶) شمشیرباز اهل سوئیس است.